# Драгина
Драгина је словенско име, изведено од имена Драган, а можда и од имена Драгомил. 

## Историјат
Ово, као и слична имена у Србији су била омиљена међу средњовековном властелом. Средином 12. века, један од краљева на Балкану звао се Драгина.